# Patagonium viscidum
Patagonium viscidum là một loài thực vật có hoa trong họ Đậu. Loài này được (Bertero ex Savi) Kuntze mô tả khoa học đầu tiên năm 1891.